# Sovětský svaz na Zimních olympijských hrách 1988
Sovětský svaz na Zimních olympijských hrách 1988 reprezentovalo 101 sportovců (78 mužů a 23 žen) v 10 sportech.

## Medailisté
| Medaile | Jméno | Sport              | Disciplína              |
| ------- | --- | ------------------ | ----------------------- |
| Zlato   | Dmitrij Vasiljev Sergej Čepikov Alexandr Popov (biatlonista) Valerij Medvědcev | Biatlon            | Muži štafeta 4 x 7.5 km |
| Zlato   | Jānis Ķipurs Vladimir Kozlov | Boby               | Dvojbob                 |
| Zlato   | Michail Devjaťjarov | Běh na lyžích      | Muži 15 km klasicky     |
| Zlato   | Alexej Prokurorov | Běh na lyžích      | Muži 30 km klasicky     |
| Zlato   | Vida Vencienėová | Běh na lyžích      | Ženy 10 km klasicky     |
| Zlato   | Tamara Tichonovová | Běh na lyžích      | Ženy 20 km volný styl   |
| Zlato   | Světlana Nagejkinová Nina Gavriljuková Tamara Tichonovová Anfisa Rezcovová | Běh na lyžích      | Ženy štafeta 4 x 5 km   |
| Zlato   | Jekatěrina Gordějevová Sergej Griňkov | Krasobruslení      | Sportovní dvojice       |
| Zlato   | Natalja Bestěmjanovová Andrej Bukin | Krasobruslení      | Taneční páry            |
| Zlato   | Sergej Mylnikov Jevgenij Bělošejkin Vitālijs Samoilovs Vjačeslav Fetisov Alexej Kasatonov Ilja Bjakin Alexej Gusarov Igor Stělnov Sergej Starikov Igor Kravčuk Vladimir Krutov Igor Larionov Sergej Makarov Valerij Kamenskij Andrej Chomutov Anatolij Semjonov Alexandr Mogilnyj Sergej Světlov Vjačeslav Bykov Sergej Jašin Alexandr Koževnikov Andrej Lomakin Alexandr Černych | Lední hokej        | Turnaj mužů             |
| Zlato   | Nikolaj Guljajev | Rychlobruslení     | Muži 1 000 m            |
| Stříbro | Valerij Medvědcev | Biatlon            | Muži 10 km sprint       |
| Stříbro | Valerij Medvědcev | Biatlon            | Muži 20 km              |
| Stříbro | Vladimir Smirnov | Běh na lyžích      | Muži 30 km klasicky     |
| Stříbro | Vladimir Smirnov Vladimir Sachnov Michail Děveťjarov Alexej Prokurorov | Běh na lyžích      | Muži štafeta 4 x 10 km  |
| Stříbro | Tamara Tichonovová | Běh na lyžích      | Ženy 5 km klasicky      |
| Stříbro | Raisa Smetaninová | Běh na lyžích      | Ženy 10 km klasicky     |
| Stříbro | Anfisa Rezcovová | Běh na lyžích      | Ženy 20 km volný styl   |
| Stříbro | Jelena Valovová Oleg Vasiljev | Krasobruslení      | Sportovní dvojice       |
| Stříbro | Marina Klimova Sergej Ponomarenko | Krasobruslení      | Taneční páry            |
| Bronz   | Sergej Čepikov | Biatlon            | Muži 10 km sprint       |
| Bronz   | Jānis Ķipurs Guntis Osis Juris Tone Vladimir Kozlov | Boby               | Čtyřbob                 |
| Bronz   | Vladimir Smirnov | Běh na lyžích      | Muži 15 km klasicky     |
| Bronz   | Vida Vencienėová | Běh na lyžích      | Ženy 5 km klasicky      |
| Bronz   | Raisa Smetaninová | Běh na lyžích      | Ženy 20 km volný styl   |
| Bronz   | Viktor Petrenko | Krasobruslení      | Muži jednotlivci        |
| Bronz   | Jurij Čarčenko | Saně               | Muži individual         |
| Bronz   | Allar Levandi | Severská kombinace | Muži jednotlivci        |
| Bronz   | Igor Železovskij | Rychlobruslení     | Muži 1 000 m            |